# Sanfilippodytes veronicae
Sanfilippodytes veronicae là một loài bọ cánh cứng trong họ Bọ nước. Loài này được Rochette miêu tả khoa học năm 1983.